# Christian Schreier
Christian Schreier (Castrop-Rauxel, 4 de fevereiro de 1959) é um ex-futebolista profissional alemão, medalhista olímpico 

## Carreira
Christian Schreier se profissionalizou no SV Castrop-Rauxel, em 1977.

## Seleção
Christian Schreier integrou a Seleção Alemã-Ocidental de Futebol nos Jogos Olímpicos de Verão de 1984, em Los Angeles.
Christian Schreier e na sua segunda olimpíada, ganhou a medalha de bronze nos Jogos Olímpicos de Verão de 1988.